# Taglish
Taglish o Englog es un cambio de código y/o una mezcla de código en el uso del tagalo y el inglés, los idiomas más comunes de Filipinas. Las palabras Taglish y Englog son acrónimos de las palabras Tagalog e English. El primer uso de la palabra Taglish se remonta a 1973, mientras que la forma menos común Tanglish se registra a partir de 1999.
Taglish se usa ampliamente en Filipinas, pero también lo usan los filipinos en comunidades en el extranjero. También tiene varias variantes, incluyendo Inglés coño, Jejemon y Swardspeak.

## Descripción
Taglish fue originalmente una forma de hablar en Metro Manila que involucraba la mezcla de tagalo/filipino e inglés juntos.  Sin embargo, esta práctica se ha extendido a otras áreas donde se habla tanto inglés como tagalo/filipino, incluso en áreas donde el tagalo no es el idioma nativo.
Actualmente el taglish está muy extendido en Filipinas y se ha convertido en la lengua franca de facto entre la clase media urbanizada y/o educada. Se considera en gran medida el "estilo de conversación normal aceptable de hablar y escribir" en entornos informales. Está tan extendido que un hablante no nativo puede identificarse fácilmente porque habla predominantemente tagalo, mientras que un hablante nativo cambiaría libremente con el inglés.
Según la lingüista Maria Lourdes S. Bautista, hay dos tipos contrastantes de cambio de código en Filipinas: aquellos impulsados por deficiencias y los impulsados por la competencia. El cambio de código impulsado por deficiencias ocurre cuando aquellos que no son competentes en un idioma deben volver al idioma que les es más familiar. El taglish es común entre los niños más pequeños.